# Rhinolophus rex
Rhinolophus rex — вид рукокрилих родини підковикових (Rhinolophidae).

## Поширення
Країни проживання: Китай (провінції Гуандун, Гуйчжоу, Сичуань). Лаштує сідала в печерах, будівлях, листі й порожнистих деревах.

## Загрози та охорона
Вирубка лісів в результаті розвитку міст, вибіркові рубки і сільське господарство є основними загрозами. Зустрічається в заповідниках.